# Шарлота Кристина Магдалена Йохана фон Ханау-Лихтенберг
Шарлота Кристина Магдалена Йохана фон Ханау-Лихтенберг (на немски: Charlotte Christine Magdalene Johanna von Hanau-Lichtenberg; * 2 май 1700 в Буксвилер, Франция; † 1 юли 1726 в Дармщат) е графиня от Ханау-Лихтенберг и съпруга на ландграф Лудвиг VIII фон Хесен-Дармщат.
Тя е единствената дъщеря и наследничка на последния граф на Ханау Йохан Райнхард III фон Ханау (1665–1736) и съпругата му маркграфиня Доротея Фридерика фон Бранденбург-Ансбах (1676-1731), дъщеря на маркграф Йохан Фридрих.
Ръката ѝ първо е поискана от наследствения принц и по-късен ландграф Вилхелм VIII фон Хесен-Касел, шестият син на ландграф Карл фон Хесен-Касел. По религиозни причини не се състои женитба. 
Шарлота Кристина се омъжва на 5 април 1717 г. в дворец Филипсруе до Ханау за наследствения принц ландграф Лудвиг VIII фон Хесен-Дармщат (1691–1768), най-възрастният син на ландграф Ернст Лудвиг фон Хесен-Дармщат и съпругата му Доротея Шарлота фон Бранденбург-Ансбах. Тя му носи богата зестра.
Шарлота умира на 1 юли 1726 г. в Дармщат и е погребана на 11 юли 1726 г. в Дармщат.
Тя умира преди баща си. През 1736 г. графството Ханау-Лихтенберг е наследено от син ѝ Лудвиг IX. Шарлота е прабаба по две линии на пруския крал Фридрих Вилхелм III.

## Деца
Шарлота има с Лудвиг VIII фон Хесен-Дармщат децата:
- Лудвиг IX (1719-1790), ландграф на Хесен-Дармщат

∞ 1. 1741 за пфалцграфиня Каролина фон Пфалц-Цвайбрюкен (1721-1774)
∞ 2. 1775 (морг.) Мари Адeлаида Хеирузе, „графиня на Лемберг“ 1775
- Шарлота Вилхелмина Фридерика (1720–1721)
- Георг Вилхелм (1722–1782), принц и ландграф на Хесен-Дармщат

∞ 1748 графиня Мария Луиза фон Лайнинген-Дагсбург-Фалкенбург (1729–1818)
- Каролина Луиза (1723–1783), художничка

∞ 1751 велик херцог Карл Фридрих фон Баден (1728–1811)
- Августа (1725–1742)
- Йохан Фридрих Карл (1726–1746)